# FC Dosta Bystrc-Kníničky
1
FC Dosta Bystrc-Kníničky is een Tsjechische voetbalclub uit Brno. De club is in 1961 opgericht als TJ Sokol Bystrc-Kníničky na een fusie tussen twee in 1932 opgerichte clubs. FC Dosta Bystrc-Kníničky speelde één seizoen, 2006/07, in de 2. liga.

## Naamsveranderingen

### Historische namen SK Bystrc
- 1932 – SK Bystrc (Sportovní klub Bystrc)
- 1948 – fusie met Rudá Hvězda Bystrc → Sokol Bystrc
- 1950 – fusie met Kovomat Brno → TJ Sokol Kovomat Bystrc (Tělovýchovná jednota Sokol Kovomat Bystrc)
- 1953 – fusie met Dynamo Energetika Brno → DSO Dynamo Energetika Bystrc (Dobrovolná sportovní organisace Dynamo Energetika Bystrc)
- 1957 – TJ Sokol Bystrc (Tělovýchovná jednota Sokol Bystrc)

### Historische namen DSK Kníničky
- 1932 – DSK Kníničky (Dělnický sportovní klub Kníničky)
- 1936 – HSK Kníničky (Hasičský sportovní klub Kníničky)
- 1947 – SK Kníničky (Sportovní klub Kníničky)

### Historische namen na de fusie
- 1961 – TJ Sokol Bystrc-Kníničky (Tělovýchovná jednota Sokol Bystrc-Kníničky)
- 1994 – FC Bystrc-Kníničky
- 1994 – FC Dosta Bystrc-Kníničky

## Bekende (oud-)spelers
- Lukáš Bajer